# Гранд Шут
Гранд Шут (на английски: Grand Chute, буквени символи за произношение и звуков файл) е град в окръг Аутагейми, Уисконсин, Съединени американски щати. Населението му е 22 620 души (по приблизителна оценка от 2017 г.).
В Гранд Шут е роден политикът Джоузеф Маккарти (1908 – 1957).